# Natalia Czernielewska
Natalia Czernielewska (ur. 16 marca 1988) – polska piłkarka.
W barwach Medyka Konin dwukrotnie wywalczyła Puchar Polski (2004/05, 2005/06), była również finalistką tych rozgrywek (2006/07). Następnie występowała w Słupczance Słupca.
30 września 2007, przegranym 1:2 spotkaniem z Meksykiem zadebiutowała w seniorskiej reprezentacji Polski, w której 2007–2008 rozegrała 6 meczów międzypaństwowych, nie zdobywając gola. W kadrze U-19 – 14 gier i 1 gol, w kadrze U-16/U-17 – 12 meczów i 1 bramka.